# Franz Maria Kapfhammer
Franz Maria Kapfhammer (* 27. April 1904 in Wien; † 17. Dezember 1989 in Graz) war ein österreichischer Lehrer und Buchautor.

## Leben
Franz Maria Kapfhammer, in Wien als Sohn eines Kriminalinspektors geboren, verlor früh seine Eltern. Mit siebzehn Jahren wurde er obdachlos und übernachtete in Bahnhöfen oder im Park. Später machte er die Ausbildung zum Volksschullehrer. Geistige und auch geistliche Orientierung fand Kapfhammer im Bund Neuland, der ihn für sein gesamtes zukünftiges Leben wesentlich prägte.
1937 holte Landeshauptmann Karl Maria Stepan den damals in Aspang tätigen Lehrer in die Steiermark als Volksbildner, wo er zunächst das zum „Bäuerlichen Volksbildungsheim“ St. Martin (der heutigen „Landwirtschaftlichen Schule in Schloss St. Martin/Graz-Straßgang“) gehörige Heim St. Josef/Grottenhof leitete. Die nationalsozialistischen Machthaber enthoben ihn seiner Tätigkeit; als Verwalter der Reichshochschule für Musikerziehung im Schloß Eggenberg (Vorläufer-Institution der heutigen Universität für Musik und darstellende Kunst Graz) konnte er aber relativ frei arbeiten. Nach dem Krieg baute er als erster bundesstaatlicher Volksbildungsreferent in der Steiermark auch die kirchliche Bildungsarbeit mit auf, gründete Lehrerheime und die „Gemeinschaft Katholischer Erzieher“ sowie das Bibliothekswerk.
Mit seinen Radioreihen, zum Beispiel „Liebe ist ein Ring“, und den „Familienpolitischen Tagungen“ prägte Kapfhammer Themen für Familienpolitik der Nachkriegszeit.

## Rolle im Nationalsozialismus und Kontakte zu politisch Belasteten nach 1945
Die Haltung von Franz Maria Kapfhammer zum und seine Rolle im Nationalsozialismus muss mindestens als zwiespältig bezeichnet werden. So war er zum einen konfessionell ausgerichtet. Zum anderen identifizierte er sich stark mit der Aufgabe der Verwaltung der von den Nationalsozialisten gegründeten Reichshochschule für Musikerziehung in Graz-Eggenberg. Dem Leiter der Musikhochschule, Felix Oberborbeck, NSDAP-Mitglied seit 1933 (Mitglieds-Nr. 2114565), stellte er in dessen Entnazifizierungsverfahren ein von der Realität abweichendes Attest aus. „In der Personalpolitik war er vollkommen unparteiisch“, schreibt Kapfhammer über Oberborbeck. Und weiter: „Die Parteizugehörigkeit spielte bei einer Neueinstellung im Musikschulwerk keine Rolle. Unter dem gesamten Verwaltungspersonal der Hochschule und der Schloß- und Parkverwaltung (ungefähr 30 Beamte, Angestellte und Arbeiter) befand sich bis Kriegsende nur ein einziger Parteigenosse (der Parkwächter).“ Die Grazer Hochschule wurde jedoch klar als ideologisch ausgerichtete Eliteanstalt gegründet. Im Lehrkörper waren fast ausschließlich Mitglieder der NSDAP vertreten: Franz Bösken, Anneliese Bösken, Karl Haiding, Hanns Holenia, Walter Kolneder, Otto Krischke, Hans Legat, Karl Marx, Artur Michl, Josef Papesch, Bernd Poieß, Hans Riehl, Konrad Stekl, Walter Schwertfeger, Theodor Warner, Georg Wolfbauer. Auch nach 1945 hielt Franz Maria Kapfhammer engen Kontakt zu Felix Oberborbeck und zu ehemaligen Mitgliedern des Lehrkörpers. So nahm er etwa 1965 an einem Ehemaligentreffen in Schloß St. Martin in Graz teil und war einer der Autoren der Festschrift für Felix Oberborbeck.

## Privates
Der Architekt Wolfgang Kapfhammer war sein Sohn.

## Arbeit und Wirken
- Gründer, Herausgeber und erster Chefredakteur der „steirischen berichte“ (gegründet 1952)
- Vorsitzender der „Gemeinschaft Katholischer Erzieher“[6]
- Initiator der „Familienpolitischen Tagungen“ (1953)
- Bundesstaatlicher Volksbildungsreferent
- Lehrer an der Lehrerbildungsanstalt am Grazer Hasnerplatz
- Hörfunkautor
- Autor in der Neuen Jugend

## Auszeichnungen
- 1980 Hanns-Koren-Kulturpreis des Landes Steiermark

## Werke
- St. Martin. Ein bahnbrechendes Werk österreichischer Volksbildung. Festgabe für Josef Steinberger dargestellt von seinen Freunden und Mitarbeitern. 367 Seiten, Verlag: Wien, Österreichischer Bundesverlag, (1949),
- Der Weise von Sankt Georgen. (broschiert), Franz Maria Kapfhammer mit Paul Ernst. 124 Seiten, Verlag: Stiasny (1966).
- Bekenntnis und Dienst. Franz Maria Kapfhammer mit Erika Horn, 477 Seiten, Verlag: Steirisches Volksbildungswerk (1971).
- Liebe, Ehe, Elternschaft und Familie. (Broschiert), Franz Maria Kapfhammer, 64 Seiten, Verlag: Veritas-Verl. (1967).
- Neuland. Erlebnis einer Jugendbewegung. 240 Seiten, Verlag: Graz, Wien, Köln, Verl. Styria 1987, ISBN 3-222-11781-0